# 梅苏特·耶尔马兹
艾哈迈德·梅苏特·耶尔马兹（土耳其語：Ahmet Mesut Yılmaz，發音：[meˈsut jɯɫˈmaz]；1947年11月6日—2020年10月30日）土耳其共和国政治人物、总理（1991年6月23日 - 1991年11月20日、1996年3月6日 - 1996年6月28日、1997年6月30日 - 1999年1月11日）。

## 生平
耶尔马兹出生于伊斯坦布尔。1971年安卡拉大学社会科学学院毕业俄。留学德国科隆大学，归国後在民間企業工作。1983年5月参加创立祖国党，担任副党首。同年当選国会議員。
1986年担任图尔古特·厄扎尔政府的文化观光部长，1987年任外交部长。
1991年祖国党党大会上耶尔马兹当选为党首，同年6月出任总理，半年后大选败北辞职。
1995年大选后，耶尔马兹再次与正确道路党组成联合政府，执政仅3个月。1997年繁荣党由于其浓厚的伊斯兰宗教色彩和具有改变和国世俗体制的倾向而遭到军方的强烈反对，并在軍方的压力下垮台，耶尔马兹第3度組成少数派内阁，1998年11月25日反对党以执政党某些部长和议员涉嫌腐败，向土耳其大国民议会提出不信任案并以314票的多数通过该议案，耶尔马兹政府辞职，成为看守政府。民主左翼党主席副总理比伦特·埃杰维特与祖国党和民族主義者行動党组成联合政府，耶尔马兹入阁担任副总理。
2002年土耳其大选，土耳其正义与发展党赢得大选，祖国党失去议会議席，耶尔马兹辞去党首职务。2005年被指控在前总理任内贪污，翌年最高法院以無罪开释。2006年宣布重返政界，2007年大选以无党派人士的身份参选，并当选国会议员，重新回到政界。